# Virahya Pattarachokchai

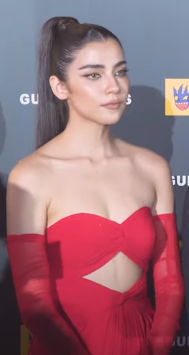
Virahya Pattarachokchai

Virahya Pattarachokchai (Thai:วิรายา ภัทรโชคชัย; * 24. März 1992 in Ratchaburi) ist eine thailändische Schauspielerin und ein Model. Sie konnte bei der thailändischen Reality-Model-Fernsehserie The Face Thailand in der zweiten Staffel Rang zwei und in der vierten Staffel Rang eins erringen.

## Leben und Karriere
Pattarachokchai ist chinesischer, türkischer und thailändischer Abstammung. Nach dem Besuch der Sacred Heart Convent School studierte sie an der Universität Rangsit.
Sie war eine der Kandidatinnen beim Thai Supermodel Contest 2011, wo sie unter die Top 10 kam und die Auszeichnung Body Perfect Award gewann. Nachdem sie 2016 bei der Reality-Model-Fernsehserie The Face Thailand zweite geworden war, nahm sie 2018 abermals teil und gewann den Wettbewerb. Im darauffolgenden Jahr saß sie gemeinsam mit Toni Rakkaen, Maria Poonlertlarp und Bank Anusith in der Jury. Zudem spielte sie Rollen in zahlreichen Serien wie  PatiHarn Rak Kham Khobfa, Rak Rai, Wang Nang Hong, Ngern Pak Phee, Thin Phu Dee und Rang Tearn.

## Filmografie
Serien
- 2015: PatiHarn Rak Kham Khobfa (ปาฏิหาริย์รักข้ามขอบฟ้า)
- 2017: Rak Rai (รักร้าย)
- 2017: Wang Nang Hong (วังนางโหง)
- 2018: Ngern Pak Phee (เงินปากผี)
- 2018: Thin Phu Dee (ถิ่นผู้ดี)
- 2019: Rang Tearn (แรงเทียน)

Sendungen
- 2016: The Face Thailand (Staffel 2)
- 2018: The Face Thailand (Staffel 4)
- 2019: The Face Thailand (Staffel 5)

## Musikvideo
- 2015: Phiang Nueng Khrang (เพียงหนึ่งครั้ง) - The Yers
- 2016: Thee Jing Rao Mai Dai Rak Kan (ที่จริงเราไม่ได้รักกัน) - Mild

## Auszeichnungen
- Thai Supermodel Contest 2011 (2011)[4]
- The Face Thailand (Staffel 2) (2016)
- Lemonade Awards (2016)
- The Face Thailand (Staffel 4) (2018)